# Comasia
Santa Comasia (fl. III-IV secolo) è stata una martire romana, presumibilmente vissuta tra il II e IV secolo.
Patrona con san Martino della città di Martina Franca.

## Biografia
Per quanto della sua vita non si abbia alcuna notizia, con tutta probabilità si tratta di una donna cristiana dei primissimi secoli del Cristianesimo, morta martire, sepolta nelle catacombe e la cui memoria è stata preservata dai cristiani del tempo indicandone il luogo della sepoltura.

## Traslazione delle reliquie
Il suo corpo, rinvenuto nelle catacombe di Sant'Agnese, sulla via Nomentana a Roma, fu donato nel 1646 dal cardinale Sacrati, custode dei cimiteri dei Santi Martiri, con il permesso di Papa Innocenzo X, al popolo di Martina Franca. La bolla che accompagna il dono è datata 10 settembre 1645 ed è custodita nella Basilica di San Martino della stessa città, dove riposano anche le spoglie mortali della martire.

## Tradizioni popolari
In un passato non molto lontano, nei periodi di siccità il popolo martinese, che viveva quasi esclusivamente grazie alla produzione agricola, soleva esporre in venerazione l'urna con le sue ossa o portarla in processione; questo perché si narra che la traslazione del suo corpo avvenne da Roma sotto una pioggia ininterrotta, che si ripeté all'arrivo della sua statua argentea da Napoli nel novembre del 1714.
Sino a qualche decennio fa il nome Comasia era molto diffuso tra le donne a Martina Franca.